# نسيب لحود
نسيب لحود (23 نوفمبر 1944 - 2 فبراير 2012 )، سياسي لبناني. كان وزيرًا ونائبًا في مجلس النواب اللبناني، ورأس حركة التجدد الديموقراطي.

## عن حياته
أكمل دراسته الثانوية في «مدرسة سيدة الجمهور»، ثم انتقل لدراسة الهندسة الكهربائية في المعهد العالي للهندسة في «جامعة ليفرا» في المملكة المتحدة التي تخرج منها عام 1968. وبعام 1973 أسس «شركة لحود للهندسة» والتي تعنى بالتجهيز الصناعي والمنشآت الصناعية، والتي نفذت إنشاء العديد من محطات توليد الطاقة ومصانع تحلية مياه البحر ومصانع الاسمنت والمنشآت البترولية، في أنحاء عدة من منطقة الشرق الأوسط، ومنها دبي وأبوظبي وقطر والبحرين، فضلاً عن مساهمتها في تنفيذ أجزاء من معملي الجية والذوق الحراريين في لبنان. وخلال سنوات، تحولت الشركة إلى واحدة من أكبر الشركات الإقليمية في ميدان عملها.
بداية دخوله بالسياسة اللبنانية كانت بعام 1990 عندما عين سفيرًا للبنان في الولايات المتحدة. وبعام 1991 عين خلفًا للنائب المتوفي فؤاد لحود نائبًا عن قضاء المتن وذلك عملًا باتفاق الطائف الذي نص على ملئ المقاعد الشاغرة نتيجة الوفاة أو إلى زيادة أعضاء البرلمان. وبعام 1992 انتخب للمرة الأولى نائبًا في البرلمان عن المقعد الماروني وذلك عن قضاء المتن، واعيد انتخابة لنفس المقعد في دورات أعوام 1996 و2000 الذي تولى بها تشكيل لائحة المعارضة في تلك الدائرة وخاض معارك سياسية وانتخابية كبيرة ضد القمع والفساد واستغلال السلطة ودفاعًا عن الدستور والحريات والنظام الديموقراطي، بينما خسر بانتخابات عام 2005. وخلال فترته النيابية الأولى ما بين 1991 و1992 ترأس «لجنة الدفاع النيابية»، بينما كان عضوًا في «لجنة الشؤون الخارجية» و«لجنة المال والموازنة» في الدورات النيابية من 1992 إلى 2005.
خلال فترة توليه المقعد النيابي عارض كل التعديلات التي اجريت على المادة 49 من الدستور الخاصة بانتخاب رئيس الجمهورية خصوصًا أن التعديل كان لمصلحة أشخاص بعينهم، حيث إنه عارض تعديل الدستور للتمديد للرئيس إلياس الهراوي بعام 1995، وعارض التعديل بعام 1998 لانتخاب الرئيس إميل لحود، وعارض أيضًا التمديد له بعام 2004. بعد تمديد ولاية الرئيس إميل لحود في سبتمبر 2004 ساهم في إطلاق «لقاء البريستول» المعارض له، وشارك في ثورة الأرز التي اندلعت بعد اغتيال رفيق الحريري في 14 فبراير 2005 التي قادها تحالف قوى 14 آذار. شارك في أبريل 2001 في تأسيس حركة التجدد الديموقراطي، وهي حركة سياسية تضم أعضاء من كل الطوائف والمناطق، وانتخب رئيسًا لها في يوليو 2001، وشغل هذا المنصب حتى وفاته. كما ساهم بعام 2001 في تأسيس لقاء قرنة شهوان والذي أرادالمطالب بانسحاب سوريا من لبنان.
وفقًا لوثائق ويكيليكس، التقى لحود بالسفير الأمريكي جيفري فيلتمان أثناء حرب لبنان 2006، وتمنّى أن تقوم إسرائيل بـ«إذلال حزب الله»، واعتبر أن تدمير البنية التحتية له في الجنوب والضاحية الجنوبية إنجازًا بارزًا، على الرغم من «بقاء القيادة وغالبية المقاتلين على قيد الحياة». كما رأى أن مشاركة الولايات المتحدة في إعادة الإعمار سيسمح لها بـ«خطف الأضواء من حزب الله»، وأكّد أن شعبية ميشال عون تتراجع كثيرًا.
في 13 سبتمبر 2007 أعلن عن ترشيحه رسميًا لمنصب رئاسة الجمهورية وذلك في لقاء حاشد في مركز بيروت للمؤتمرات أذاع خلاله بيان الترشيح المستند إلى نص جامع تحت عنوان «رؤية للجمهورية» يتضمن آرائه وموافقه من القضايا العامة المطروحة في لبنان. في 11 يوليو 2008 عين وزير دولة في حكومة الرئيس فؤاد السنيورة في عهد الرئيس ميشال سليمان.

## حياته الأسرية
متزوج من عبلة فستق، ولهم من الأبناء: سليم وجمانة.

## وصلات خارجية
موقع نسيب لحود الرسمي